# Suszewo (województwo kujawsko-pomorskie)
Suszewo – wieś w Polsce położona w województwie kujawsko-pomorskim, w powiecie lipnowskim, w gminie Wielgie.

## Podział administracyjny
W latach 1975–1998 miejscowość administracyjnie należała do województwa włocławskiego.

## Demografia
Według Narodowego Spisu Powszechnego (III 2011 r.) liczyła 234 mieszkańców. Jest jedenastą co do wielkości miejscowością gminy Wielgie.

## Urodzeni w Suszewie
- Kazimierz Tołłoczko − polski architekt, wykładowca na Politechnice Warszawskiej[4].